# Euljiro 4-ga (metropolitana di Seul)
Euljiro 4-ga (을지로4가역 - 乙支路4街譯, Euljiro 4-ga-yeok ) è una stazione della metropolitana di Seul e funge da punto di interscambio fra la linea 2 e la linea 5 della metropolitana di Seul. La stazione si trova nel quartiere di Jung-gu, nel centro di Seul.

## Linee
Seoul Metro
● Linea 2 (Codice: 204)
 SMRT
● Linea 5 (Codice: 535)

## Struttura
Entrambe le linee sono sotterranee, e si incrociano perpendicolarmente. La linea 5 si trova al quinto piano interrato, mentre la linea 2 al secondo. Sopra di esse è presente il mezzanino. Essendo la linea 2 una linea circolare, i binari vengono designati come "circolare interna" e "circolare esterna".
Linea 2
| Circ. interna | ● Linea 2 | per Wangsimni, Seongsu, Geondae-ipku e Jamsil    |
| Circ. esterna | ● Linea 2 | per Sicheong, Chungjeongno, Hapjeong e Wangsimni |

Linea 5
| Direzione Sangil-dong/Macheon | ● Linea 5 | per Wangsimni, Cheonho, Sangil-dong e Macheon                 |
| Direzione Banghwa             | ● Linea 5 | per Jongno 3-ga, Gongdeok, Yeouido, Gimpo Aeroporto e Banghwa |

## Stazioni adiacenti
| «            | Servizio | »                                 |
| Linea 2      | Linea 2  | Linea 2                           |
| ------------ | -------- | --------------------------------- |
| Euljiro 3-ga | -        | Dongdaemun History & Culture Park |
| Linea 5      |          |                                   |
| Jongno 3-ga  | -        | Dongdaemun History & Culture Park |